# La prima notte di quiete
La prima notte di quiete is een Italiaans-Franse dramafilm uit 1972 onder regie van Valerio Zurlini.

## Verhaal
Daniele Dominici is een depressieve docent kunstgeschiedenis aan het lyceum van Rimini, die bijverdient met gokken. Hij heeft pas een roman gepubliceerd, waarin hij de dood beschrijft als de nacht die rust brengt. Hij laat zijn vrouw staan om een relatie te beginnen met zijn leerlinge Vanina.

## Rolverdeling
| Acteur             | Personage                  |
| ------------------ | -------------------------- |
| Alain Delon        | Daniele Dominici           |
| Giancarlo Giannini | Giorgio Mosca              |
| Sonia Petrovna     | Vanina Abati               |
| Renato Salvatori   | Marcello                   |
| Alida Valli        | Marcella Abati             |
| Lea Massari        | Monica, vrouw van Dominici |